# Колегіальна церква, замок і Старе місто Кведлінбурга
Кведлінбург, розташований на землі Саксонія-Ангальт, був столицею Східно-Франкської частини Німецької імперії під час правління Саксонської династії Оттонів. 1000-річне місто Кведлінбург розташований на північно-східному краю гір Харц, також розташований на туристичному маршруті «Дорога романтики», в середні століття був резиденцією німецьких імператорів і королів.
У центральній Німеччині XV ст. багаті торгівельники мали досить великий вплив і вимагали надалі для цього міста незалежність, намагаючись зменшити вплив заможних торговців король заборонив будівництво кам'яних споруд, таким чином Кведлінбург став містом дерев'яних будинків.
Значна кількість і висока якість фахверкових будинків робить Кведлинбург видатним прикладом середньовічного європейського міста. Колегіатська церква Св. Серватія є одним із шедеврів романської архітектури.
Вузькі вулиці з більш ніж 1300 фахверковими будинками, віллами з періоду Грюндерзеіта та арт-нуво, а також будівлі з їх романською архітектурою — це цінне уявлення про багато століть культури та історії.

## Історичні факти
Понад 1300 фахверкових будівель, створених протягом шести століть, будівлі XIX—XX ст. побудовані в стилі модерн, а також збереження справжнього середньовічного планування є прикладом середньовічного міського комплексу, що дивовижно збереглись у хорошому стані.
Розташована в холмистому регіоні на північ від гори Гарц, вілла Кведлинбурга вперше згадується в 922 році в офіційному документі Генріха I (Фаулер), який був обраний німецьким королем у 919 році. Місто заборгувало своє багатство і значення протягом Середнього Століття до Генріха I та його спадкоємців. Після смерті Генріха I у 936 р. Його вдова Матільда залишилася в Кведлінбурзі в колегіальній церкві Святого Серватія на Замковій горі, заснованої сином Генріха та наступником Отто I як колегіальним закладом для неодружених дочок дворянства.
Вестендорф, територія навколо Бургберга, швидко залучила поселення купців та майстрів, на які було надано ринкові права в 994 р. Деякі інші поселення також розвивалися в тому, що мали стати раннім центром міста, якому були надані особливі привілеї імператорами Генріха III і Лотар IV. Бенедиктинський монастир був заснований в 946 році на другому пагорбі, Мюнценберга. Кведлінбурзьким купцям було надано право торгувати без обмежень або сплати мита від Північного моря до Альп. У результаті процвітання призвело до швидкого розширення міста. Нове місто (Нойштадт) було засновано у XII столітті на східному березі річки Бод, викладених за регулярним планом.
Два міста були об'єднані в 1330 році і були оточені загальною міською стіною. Нове, розширене місто приєдналося до Нижнього Саксонського міського союзу (Städtebund) в 1384 році, а в 1426 році він став членом Ганзейського союзу. Кведлінбург зберегла важливу економічну роль, про що свідчать численні розроблені будинки з деревини з XVI по XVII ст. У 1698 році протекторат (Vogtei) міста був проданий його спадковим власником, виборцем Саксонії, у Бранденбург-Пруссії, і в 1802 році його спеціальний безкоштовний статус як імперського фонду закінчився, коли він був офіційно заснований у Королівство Пруссія
Церква Св. Сервація, в якій поховані перший німецький король Генріх I і його дружина Матильда, належать до перлин європейської романики. У бічних прибудовах церкви виставлені безцінні об'єкти прикладного мистецтва: скарбниця при Св. Сервація входить в число трьох найбільш видатних зібрань у своєму роді в Німеччині. Тринефна базиліка, що будувалася в період між 1070 і 1 129 рр., Від початку була головним храмом Вільного світського імперського абатства у Кведлінбурзі. Сьогодні церква Св. Сервація поєднує в собі численні функції: це і храм, і музей, і концертний зал фестивалю «Музичне літо у Кведлінбурзі». Найбільш видатна — як в прямому, так і в переносному сенсі слова — міська споруда височить на соборній горі Шлоссберг. Однак церква Св. Сервація — лише одне з багатьох будівель, завдяки яким Кведлінбург в регіоні Гарц сьогодні являє собою цілісний ансамбль середньовічного зодчества.

## Реставраційні роботи
В місті знаходиться близько 1200 будівель з дерев'яним каркасом. Багато будівель покосились від часу і потребують ремонтів. У 2000 році був розроблений фонд для відновлення та збереження старих дерев'яних будинків. У цьому центрі люди від 17 років вивчають техніку реставраційних робіт. Досвідчені майстри навчають їх основних навичок на літніх навчальних курсах. Матеріали для реставрації знаходяться у муніципальному складі. Там знаходиться близько 2000 дверей. Деревину із дерева беруть із закинутих будівель для повторного використання. Для реставрації будинків використовують такий самий вид глини як і раніше, котрий наносять руками, так само як два століття назад. Традиційні методи передаються новому поколінню. Реставрація будинку займає 4 роки. Майстри можуть виконати дані роботи в полову часу швидше, та для навчання методів реставрації необхідний додатковий час. Близько 70 % стажерів після навчання продовжують розвиватись у спеціальності реставратора.

## До ЮНЕСКО
Історичний центр Кведлинбурга, церква Св. Сервація і замок епохи ренесансу входить до складу маршруту з Всесвітньої спадщини ЮНЕСКО «Природні багатства і архітектура».
Місто Кведлінбург було визнано ЮНЕСКО за його середньовічне походження та спадщину, яка сьогодні залишилася недоторканною. Насправді вивчення міста Кведлінбург означатиме, що ви знайдете кілька високоякісних дерев'яних будинків у всьому місті .
Місто внесено до списку ЮНЕСКО в 1994 році. Його спочатку було відкладено у 1990 році через відсутність чіткого визначення щодо того, яка територія буде охоплюватися як захищена територія ЮНЕСКО.
Університетська церква Святого Серватия в Кведлінбурзі була відзначена ЮНЕСКО як «шедевр романської архітектури». Тут розташовано одне з найцінніших церковних скарбів середньовіччя. За переказами, це місце, де Генріх був нагороджений королівським титулом, таким чином, став першим королем Священної Римської імперії німецької нації.
ЮНЕСКО описує старе місто Кведлінбург як «незвичайний приклад середньовічного європейського міста». У центрі міста розташовано близько 800 будинків, які позначені як єдиний пам'ятник. Тут можна знайти «Старий Клопсток»; будівля з напівфабрикатами, яка бере свою назву від одного з видатних синів Кведлінбурга, поета Фрідріха Готліба Клопстока. Понад 90-акровий район центр Кведлінбургу відображає такий архітектурну пишність з усіх стилів і періодів, що вважається найбільшим пам'ятником землі в Німеччині.
За даними ЮНЕСКО, колегіальна церква, замок і Старе місто Кведлінбурга відображають архітектурну пишність європейського міста в цю епоху. У місті близько 800 будинків, які вважаються важливими пам'ятниками на буксирі. Окрім його архітектурної пишноти, ці будівлі та споруди також демонструють різні стилі та періоди, які вплинули на місто.
Вебсайт ЮНЕСКО охоплює все місто Кведлінбург. Він також складається з декількох інших окремих областей, що включають в себе наступне: Університетська церква, замок і Старе місто Кведлінбергу
Історичне місто: це історичне місто охороняється міськими стінами, що є спільною рисою середньовічного міста. Старе місто почалося в 10 столітті, а нове місто виникло в 12 столітті. Ці два історичні міста складаються з прекрасних середньовічних будівель, що відображають економічний бум, який переживав Кведлінбург у період з 16 по 17 століття.
Вестендорфський район: ця частина Кведлінбурга розташована на замковому пагорбі. Також тут ви знайдете ще кілька чудових туристичних визначних пам'яток, таких як колегіальна церква Святого Серватиуса та Імперські споруди.
Церква Св. Вітра: Ви знайдете склеп всередині церкви, що сходить до о. 1000
Мунценберг: ця частина міста відома тим, що вона традиційно бідна. Вона складається з 60 невеликих дерев'яних будинків.
Університетська церква, замок і Старе місто Кведлінбергу
Університетська церква Святого Серватиуса нині є однією з найпопулярніших туристичних визначних пам'яток Кведлинбурга. Це також є частиною об'єднаної церкви, замку та Старого міста Кведлінбурга на території ЮНЕСКО. Він використовується як місце виступу для Кведлінбургського літа музики. Церква розташована на Замковій горі, що робить його найвидатнішим будинком у Кведлінбурзі.

## Висновок
Важливість Кведлінбурга ґрунтується на трьох основних елементах: збереженні середньовічної карти вулиці; багатство міських жителів, особливо дерев'яні будинки XVI—XVII століть, і важлива романська колегіальна церква Святого Серватиуса. Оригінальний міський макет чудово зберігся: це класичний приклад зростання середньовічних європейських міст. Історія середньовічного та раннього сучасного міста ідеально підкріплена вулицею сучасного міста.